# Deodato (obispo de Segovia)
Deodato fue un religioso visigodo, que ejerció como obispo de Segovia en el siglo VII, y con dicho cargo asistió a los Concilios de Toledo XII (681), XIII (683), XIV (684) y XV (688). Gobernó la diócesis alrededor de catorce años.
| Predecesor: Sinduito | Obispo de Segovia c. 681 - 688 | Sucesor: Decencio |